# Mieczysław Golba
Mieczysław Józef Golba (ur. 24 kwietnia 1966 w Jarosławiu) – polski polityk, przedsiębiorca, rolnik i działacz piłkarski, poseł na Sejm V, VI i VII kadencji, senator IX, X i XI kadencji, w latach 2021–2025 wiceprezes Polskiego Związku Piłki Nożnej.

## Życiorys

### Wykształcenie, działalność zawodowa i sportowa
Uczył się w szkole podstawowej w Wiązownicy, a następnie w Zasadniczej Szkole Budowlanej w Jarosławiu, a po jej ukończeniu w Technikum Budowlanym w Jarosławiu oraz w Zespole Szkół Muzycznych II Stopnia w Rzeszowie. W 1988 ukończył liceum ogólnokształcące.
W 1987 zaczął prowadzić gospodarstwo rolne, a w 1994 także własną działalność gospodarczą. W międzyczasie przez kilka lat pracował jako kierownik budowy we Francji. W 1997 został prezesem Ludowego Klubu Sportowego Golbalux Wiązownica. Pełnił też szereg kierowniczych funkcji w regionalnych Związkach Piłki Nożnej. W 2000 objął funkcję wiceprezesa Podkarpackiego Związku Piłki Nożnej, w 2004 również prezesa Okręgowego Związku Piłki Nożnej w Jarosławiu, a w 2016 został wybrany na prezesa Podkarpackiego ZPN. W 2018 wszedł w skład zarządu Polskiego Związku Piłki Nożnej. W 2021 został wybrany na wiceprezesa PZPN ds. zagranicznych. Funkcję tę pełnił do 2025, gdy jego kandydatura została dwukrotnie odrzucona przez delegatów na walnym zgromadzeniu PZPN.

### Działalność polityczna
W 1998 i 2002 wybierany na radnego gminy Wiązownica, w latach 1998–1999 pełnił funkcję zastępcy wójta tej gminy. Działał w Akcji Wyborczej Solidarność, potem dołączył do Prawa i Sprawiedliwości. Z jego listy w wyborach parlamentarnych w 2005 został wybrany na posła V kadencji w okręgu krośnieńskim liczbą 5551 głosów. W wyborach parlamentarnych w 2007 po raz drugi uzyskał mandat poselski, otrzymując 12 044 głosy. W wyborach do Sejmu w 2011 z powodzeniem ubiegał się o reelekcję, dostał 12 332 głosy. W Sejmie VII kadencji przystąpił do klubu parlamentarnego Solidarna Polska. Dołączył do powstałej w 2012 partii o tej nazwie (w 2023 przemianowanej na Suwerenną Polskę), wchodząc w skład jej zarządu. W grudniu 2013 zasiadł w jej zarządzie, a w wyborach do Parlamentu Europejskiego w 2014 był liderem jej listy w okręgu podkarpackim. Uzyskał 11 612 głosów, jednak jego ugrupowanie nie osiągnęło progu wyborczego. W lipcu 2014 zasiadł w klubie parlamentarnym Sprawiedliwa Polska, od marca 2015 działającym pod nazwą Zjednoczona Prawica.
W 2015 wystartował do Senatu z ramienia PiS w okręgu nr 58. Uzyskał mandat senatora IX kadencji, otrzymując 110 155 głosów. W wyborach w 2019 z powodzeniem ubiegał się o senacką reelekcję, otrzymując 150 594 głosy. W 2023 utrzymał mandat senatora na kolejną kadencję (z wynikiem 131 649 głosów). Ślubowanie złożył 29 listopada 2023 podczas drugiego posiedzenia Senatu (z powodu nieobecności na pierwszym posiedzeniu 13 listopada). W październiku 2024 wraz z Suwerenną Polską przystąpił ponownie do PiS.

## Życie prywatne
Syn Józefa i Stanisławy. Żonaty z Haliną (od 1988), z którą ma czworo dzieci.